# アルクロメタゾン
アルクロメタゾン(Alclometasone)は、抗炎症薬、痒疹薬、抗アレルギー薬、そして血管収縮薬として合成された糖質コルチコイドである。ステロイド外用薬として、日本の格付けで5段階中2のミディアムの医薬品アルクロメタゾンプロピオン酸エステル、商品名アルメタがある。

## 機序
アルクロメタゾンは、リポコルチンの生産を誘発させ、ホスホリパーゼA2を抑制する。アラキドン酸の合成を抑制し、リンパ球からのプロスタグランジン、およびロイコトリエン酸の発生を抑え炎症の誘発を防ぐ。（ヒスタミンを含む。）

## 適応
アルクロメタゾンのクリームまたは軟膏は、副腎皮質ホルモンを助け、また以下の皮膚炎に効くとされる。
- アトピー性皮膚炎
- 湿疹
- 乾癬
- アレルギー性皮膚炎
- 接触皮膚炎
- 放射線による皮膚炎
- 皮膚の痒み

ステロイド外用薬として使われ、日本での格付けで5段階中2のミディアムの医薬品アルクロメタゾンプロピオン酸エステル（アルメタ）。外用薬では吸収率の高い部位、頬、頭、首、陰部では長期連用しないよう注意し、顔への使用はミディアム以下が推奨される。
国外では商品名アクロベートとしてグラクソ・スミスクライン社から販売されている。アクロベート軟膏、クリームには0.05%のアルクロメタゾンが含まれている。

## 禁止事項
以下の場合、アルクロメタゾンは使用できない。
- アンクロメタゾン過敏症
- 皮膚の結核
- 水痘
- 口囲皮膚炎
- にきび
- 酒皶
- 傷
- 栄養障害性潰瘍
- ウイルス感染症
- 梅毒

## 副作用
病変の悪化あるいは変化なしでは中止する必要がある。外用薬について全米皮膚炎学会によれば、ステロイド外用薬離脱の危険性を医師と患者は知っておきべきで、効力に関わらず2-4週間以上は使用すべきではない。
- 痒み
- 発赤
- 紅斑
- にきび
- 色素脱失症
- 汗疹
- 毛のう炎
- 白色萎縮
- 睫毛乱生症
- 皮膚の再感染